# تشارلز شرينغتون

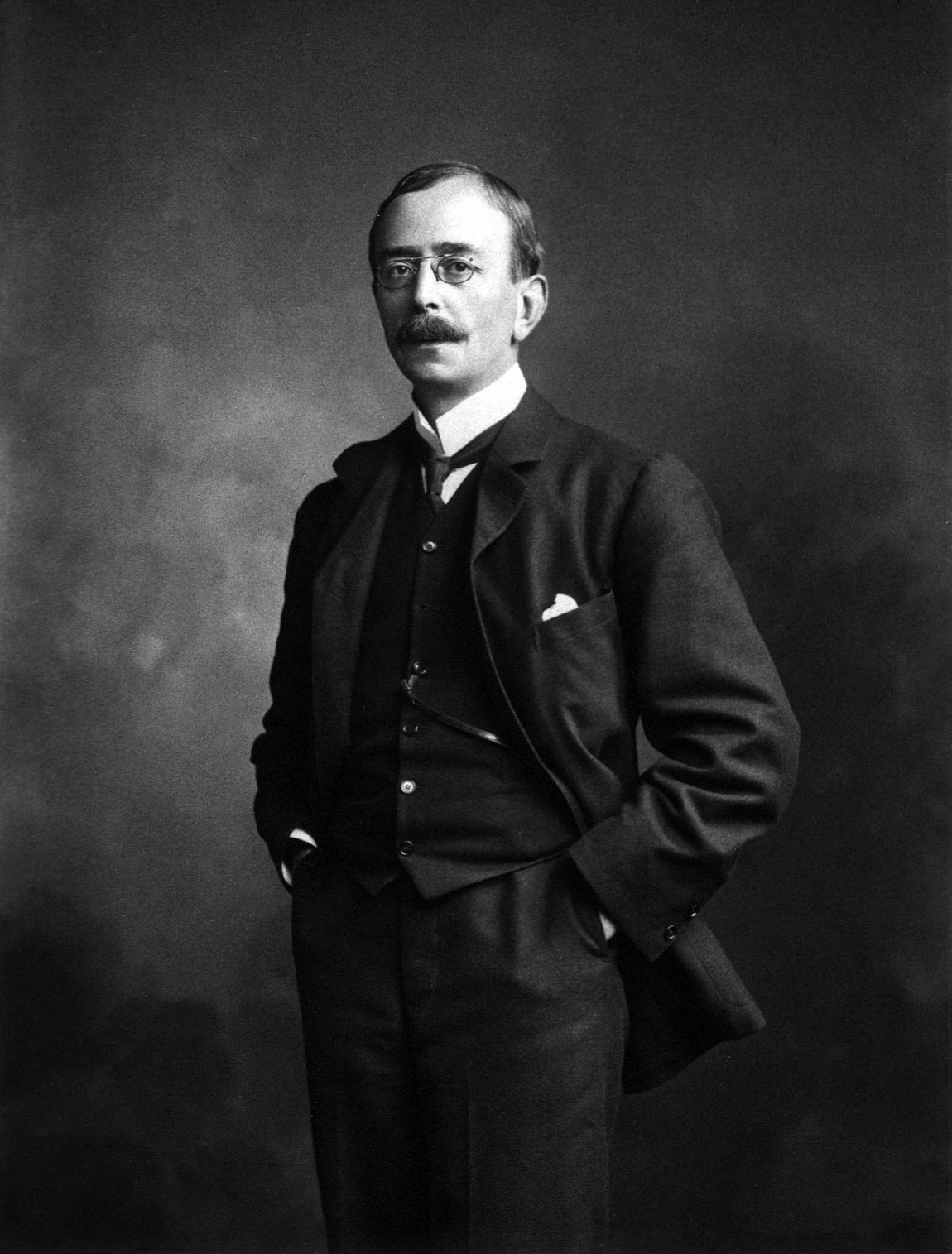
السير تشارلز سكوت شيرنغتون

السير تشارلز سكوت شرينغتون (بالإنجليزية: Charles Scott Sherrington) ـ (27 نوفمبر 1857 ـ 4 مارس 1952) عالم بريطاني بحث في مجالات الفزيولوجيا العصبية وعلم الأنسجة وعلم الأحياء الدقيقة وعلم الأمراض، حصل على  جائزة نوبل في الطب لعام 1932 مناصفة مع مواطنه إدغار أدريان، ورأس الجمعية الملكية في مطلع عشرينيات القرن العشرين.

## نشأته وتعليمه
ولد تشارلز سكوت شيرنغتون في إزلنغتون بالعاصمة البريطانية لندن في 27 نوفمبر 1857. تذكر سيرته الرسمية أنه ابن جيمس نورتون شيرنغتون من زوجته آن بروكس، غير أن شيرنغتون وشقيقاه وليام وجورج هما في الواقع شبه المؤكد ابنان غير شرعيين لآن بروكس من الطبيب كاليب روز؛ إذ أن جيمس نورتون شيرنغتون توفي في يارموث سنة 1848، أي قبل مولد تشارلز بتسع سنوات تقريباً، ولم يسجل الإخوة شيرنغتون ـ فيما يبدو ـ في دفاتر المواليد الرسمية، ولا تعرف لثلاثتهم سجلات تعميد، ولكن الأخوين الكبيرين (تشارلز ووليام) سجلا كتابعين لوالدتهما (التي سجلت كأرملة) في إحصاء سنة 1861، بينما سجل الدكتور كاليب كزائر، وسجل ابنه إدوارد (الذي كان في الحادية عشرة من عمره) كساكن. وقد كانت آن شيرنغتون وقت التعداد المذكور حاملاً بابنها الأصغر جورج، الذي ولد في أغسطس 1861. ولم يتزوج كاليب وآن رسمياً إلا في الربع الأخير من سنة 1880، وذلك عقب وفاة زوجة كاليب الأولى في اسكتلندا في 1 أكتوبر 1880.
وقد ورث شيرنغتون حبه للفن من أبيه كاليب، الذي كان مهتماً بفن مدرسة نورويتش الفنية الإنجليزية، كما كان كاليب مهتماً بالثقافة وشهد تشارلز العديد من لقاءات كاليب بالمثقفين في المنزل.
التحق شيرنغتون بمدرسة إبسويتش في مدينة إبسويتش بمقاطعة سوفولك سنة 1871، وكان الشاعر الإنجليزي الشهير توماس آش يعمل بهذه المدرسة، فساهم هو الآخر في إلهام شيرنغتون وتحبيبه في الكلاسيكيات وحب السفر.
دفع كاليب روز بربيبه شيرنغتون إلى دراسة الطب، فدرس شيرنغتون في البدء في كلية الجراحين الملكية، كما تطلع للدراسة في كامبردج، لكن الظروف المادية للأسرة تدهورت بسبب إفلاس أحد البنوك، فالتحق شيرنغتون بمستشفى سانت توماس في سبتمبر 1876 بصفة «تلميذ دائم»، وكانت الدراسة في المستشفى مرتبطة بالدراسة في كلية غونفيل وكايوس بمدينة كامبردج، وفي تلك الكلية تخصص شيرنغتون في علم وظائف الأعضاء وتتلمذ على البروفيسور سير مايكل فوستر، الذي يلقب بأبي الفزيولوجيا البريطانية.
في يونيو 1875 اجتاز شيرنغتون الامتحانات المؤهلة في الكلية الملكية، وكانت هذه الامتحانات ضرورية لدخول برنامج الزمالة، وفي أبريل 1878 اجتاز الامتحان التمهيدي المؤهل للحصول على عضوية الكلية الملكية للجراحين، ثم اجتاز بعد 12 شهراً الامتحان الأولي للزمالة.
في أكتوبر 1879 التحق شيرنغتون بجامعة كامبردج بصفة طالب غير مرتبط بكلية (بالإنجليزية: non-collegiate student)، ثم التحق بكلية غونفيل وكايوس وتفوق في دراسته ليحصل على أعلى درجة في مواد علم النبات والتشريح البشري وعلم وظائف الأعضاء، وثاني أعلى درجة في علم الحيوان، وكان الأول على دفعته في المجموع الكلي.
حصل شيرنغتون على عضوية كلية الجراحين الملكية في 4 أغسطس 1884، وفي سنة 1885 حصل على الدرجة الأولى في العلوم الطبيعية مع درجة التميز، وفي السنة ذاتها حصل على درجة البكالوريوس في الطب والجراحة من جامعة كامبردج، ثم حصل سنة 1886 على رخصة الكلية الملكية للأطباء.

## المؤتمر الطبي الدولي السابع
في سنة 1881 عقد المؤتمر الطبي الدولي السابع في لندن، وكان هذا المؤتمر هو بداية اهتمام شيرنغتون بالأبحاث في مجال الأعصاب، بعد أن شهد جدلاً علمياً عن وظائف القشرة المخية بين اثنين من العلماء البارزين المشاركين في المؤتمر، وشكلت لجنة لحسم هذا الجدل كان دور شيرنغتون فيها ـ كمساعد لأستاذه جون نيوبورت لانغلي ـ هو فحص أنسجة المخ مجهرياً، ونشر لانغلي وشيرنغتون نتائج هذا البحث في ورقة علمية نشرت سنة 1884، لتكون أول ورقة علمية تنشر لشيرنغتون.

## أسفاره
في شتاء عام 1884-1885 غادر شيرنغتون إنجلترا إلى ستراسبورغ، وهناك عمل مع فريدريش غولتز، الذي ترك ـ كغيره من الأساتذة ـ أثراً إيجابياً على شيرنغتون. وفي سنة 1885 ظهرت في إسبانيا حالة من الكوليرا الآسيوية، وزعم أحد الأطباء الإسبان أنه تمكن من اكتشاف لقاح لمكافحة تفشي المرض، فشكلت جامعة كامبردج والجمعية الملكية ورابطة البحث الطبي مجموعة بحثية كلفت بالسفر إلى إسبانيا للبحث في ذلك، وكان شيرنغتون واحداً من ثلاثة أعضاء تشكلت منهم هذه المجموعة البحثية. وقد أسفرت هذه الرحلة عن تقرير قدمه ثلاثتهم إلى الجمعية الملكية دحضوا فيه مزاعم الطبيب الإسباني.
وفي أواخر عام 1885 سافر شيرنغتون أيضاً إلى برلين ليلتقي رودلف فيركاو ليفحص عينات الكوليرا التي أحضرها من إسبانيا، وقد أرسل فيركاو شيرنغتون بدوره فيما بعد إلى روبرت كوخ ليدربه على التقنية لمدة ستة أسابيع، ولكن شيرنغتون اختار البقاء مع كوخ عاماً كاملاً أجرى فيه أبحاثاً في علم الأحياء الدقيقة، وقد أنهى شيرنغتون الشهور التي قضاها في ألمانيا وقد اكتسب من هذين العالمين المرموقين معرفة عميقة بعلم وظائف الأعضاء والمورفولوجيا وعلم الأنسجة وعلم الأمراض.
وفي سنة 1886 سافر شيرنغتون إلى إيطاليا ليبحث في تفشٍ جديد لمرض الكوليرا، وقد استغل شيرنغتون بقاءه في إيطاليا لزيارة بعض المعارض الفنية، كما بدأ هناك اهتمام شيرنغتون بالكتب النادرة، وهي الهواية التي رافقته طوال ما تبقى من حياته.

## عمله بمعهد براون
في سنة 1891 عين شيرنغتون مشرفاً على معهد براون للأبحاث الفسيولوجية والباثولوجية المتقدمة بجامعة لندن، وهو مركز مختص بدراسة علم وظائف الأعضاء وعلم الأمراض في كل من الإنسان والحيوان، وذلك خلفاً للسير فيكتور هورسلي (1857-1916) وهناك أجرى شيرنغتون أبحاثاً حول التقسيم القِطعي (بالإنجليزية: segmental distribution) للجذور الشوكية الظهرانية والبطنانية، ورسم خريطة للقطاعات الجلدية الحسية (بالإنجليزية: sensory dermatomes)، وفي سنة 1892 اكتشف شيرنغتون أن المغازل العضلية (بالإنجليزية: muscle spindles) هي التي تبدأ منعكس الشد (بالإنجليزية: stretch reflex). وقد تمكن شيرنغتون أثناء عمله بالمعهد من دراسة العديد من الحيوانات الصغيرة والكبيرة، وكما كان مهد براون يتيح الفرصة لإجراء الأبحاث على الحيوانات الأولية الكبيرة كالقردة.

## عمله بجامعة ليفربول
في سنة 1895 عين شيرنغتون لأول مرة أستاذاً كامل الصلاحيات، وذلك عندما تولى في ذلك العام كرسي هولت لعلم وظائف الأعضاء في ليفربول، خلفاً لفرانسيس غوتش. وقد شهد تولي شيرنغتون لكرسي هولت نهاية عمل شيرنغتون بعلم الأمراض. بدأ شيرنغتون أبحاثه على قطط وكلاب وقرود أزيلت أنصاف أدمغتها، ووجد أن المنعكسات يجب أن ينظر إليها كأنشطة متكاملة للكائن ككل، وليس كنتيجة لنشاط ما يسمى بالقوس الانعكاسية، التي كانت مفهوماً متفقاً عليه آنذاك. وفي ليفربول واصل شيرنغتون أبحاثه حول المنعكسات والتعصيب المتبادل (بالإنجليزية: reciprocal innervation). وقد جمع شيرنغتون نتائج الأوراق البحثية التي نتجت عن هذه الأبحاث في محاضرة ألقاها سنة 1897.
وضح شيرنغتون أن درجة استثارة عضلة ما تتناسب تناسباً عكسياً مع درجة استثارة العضلات ذات الفعل المعاكس لها، وقال ـ في معرض حديثه عن العلاقة بين الاستثارة والتثبيط: «قد يكون الإحجام عن الفعل عملية نشطة كما أن الفعل نفسه هو عملية نشطة». وقد واصل شيرنغتون أبحاثه حول التعصيب المتبادل أثناء عمله في لبفربول، وبحلول عام 1913 كان بإمكان شيرنغتون أن يقول إن «عمليتي الاستثارة والتثبيط قد ينظر إليهما كمتقابلين يقع كل منهما على طرف نقيض من الآخر.... ويمكن لإحداهما أن تحجّم أثر الأخرى». وقد كانت أبحاث شيرنغتون عن التعصيب المتبادل مساهمة بارزة في فهم العلم الحديث للحبل الشوكي.

## عمله بجامعة أكسفورد
سعى شيرنغتون منذ سنة 1895 للعمل بجامعة أكسفورد، ولكن ذلك لم يتحقق إلا سنة 1913، عندما عرضت جامعة أكسفورد على شيرنغتون منصب أستاذ كرسي وينفليت لعلم وظائف الأعضاء، وقد فاز شيرنغتون بهذا الكرسي «بالتزكية»؛ إذ لم ترشح الجامعة للكرسي أحداً غيره. وقد تتلمذ على شيرنغتون في أكسفورد العديد من الطلبة اللامعين كان من بينهم ثلاثة حصلوا فيما بعد على جائزة نوبل هم (حسب ترتيب حصولهم على الجائزة) الأستراليان هوارد فلوري والسير جون إيكلس والفنلندي رانيار غرانيت.
توقف شيرنغتون عن التدريس بجامعة أكسفورد عندما اندلعت الحرب العالمية الأولى وأصبح أستاذاً لتسعة طلاب فقط، وعمل شيرنغتون في مصنع شل دعماً للمجهود الحربي، واستغل ذلك أيضاً في دراسة الإجهاد، وعلى الأخص الإجهاد الصناعي، وكان يعمل في أيام العمل الرسمية من السابعة والنصف صباحاً إلى الثامنة والنصف مساءً، وفي عطلات نهاية الأسبوع من السابعة والنصف صباحاً إلى السادسة مساء.
وفي مارس 1916 وقف شيرنغتون مدافعاً عن حق النساء في الالتحاق بمدرسة الطب بجامعة أكسفورد.

## تقاعده
تقاعد شيرنغتون من جامعة أكسفورد سنة 1936، ثم رحل إلى مدينة إبسويتش التي عاش فيها صباه، فبنى بيتاً، وظل مع ذلك على علاقة مراسلة مع تلاميذه وغيرهم المنتشرين في أنحاء العالم، كما واصل ممارسة اهتماماته بالشعر والتاريخ والفلسفة، وتولى رئاسة متحف إبسويتش منذ سنة 1944 وحتى وفاته.
ظلت ملكات شيرنغتون الذهنية متوقدة حتى وفاته، إلا أن صحته الجسدية وهنت في شيخوخته، وكانت معظم معاناته الصحية راجعة إلى إصابته بالتهاب المفاصل الرثياني (الروماتويد)، الذي أدى في النهاية إلى إلحاق شيرنغتون بمصحة سنة 1951.

## أبرز مؤلفاته
- الفعل التكاملي للجهاز العصبي (بالإنجليزية: The Integrative Action of the Nervous System)‏ ـ مجموعة محاضرات (1906)
- الإنسان على طبيعته (بالإنجليزية: Man on His Nature)‏ ـ تأملات فلسفية، صدرت طبعته الأولى سنة 1940، وصدرت طبعة منقحة منه سنة 1951.
- فحص برابانتيوس وأشعار أخرى (بالإنجليزية: The Assaying of Brabantius and other Verse)‏ ـ مجموعة شعرية كتب قصائدها إبان الحرب العالمية الأولى[23]، صدرت سنة 1925.
- علم وظائف أعضاء الحيوانات الثديية: دروس من التدريبات العملية (بالإنجليزية: Mammalian Physiology: a Course of Practical Exercises)‏ ـ صدر سنة 1919.

## الجوائز والتكريم

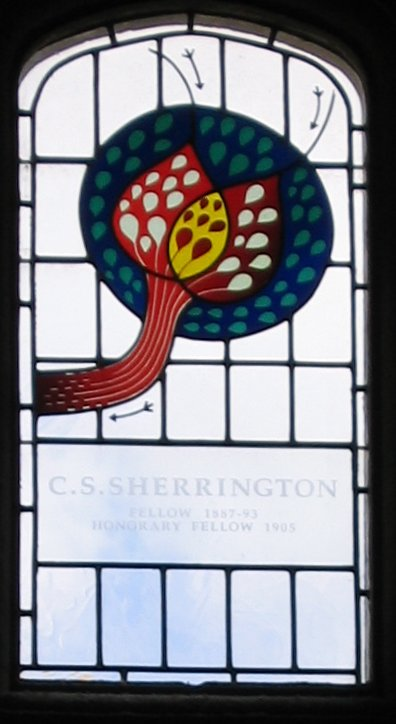
نافذة من الزجاج الملون بقاعة الطعام في كلية غونفيل وكايوس في كامبردج تخلد ذكرى تشارلز سكوت شيرنغتون

- ميدالية بالي الذهبية من الكلية الملكية للأطباء بلندن (1899)[24]
- الوسام الملكي من الجمعية الملكية بلندن (1905)
- الصليب الأعظم لرتبة فارس من وسام الإمبراطورية البريطانية، أعلى تكريم بريطاني (1922)
- وسام الاستحقاق (1924)
- جائزة نوبل في الطب (1932)

كما حصل شيرنغتون على درجة الدكتوراه الفخرية من 22 جامعة هي جامعات أكسفورد وباريس ومانشستر وستراسبورغ ولوفان وأوبسالا وليون وبودابست وأثينا ولندن وتورنتو وهارفارد ودبلن وإدنبرة ومونتريال وليفربول وبروكسل وشيفلد وبرن وبيرمنغهام وجامعة غلاسكو وجامعة ويلز.

## حياته الشخصية
في 27 أغسطس 1891 تزوج شيرنغتون من إثيل ماري رايت، ورزق منها بابن وحيد ولد سنة 1897 هو كار شيرنغتون.

## وفاته
توفي شيرنغتون في إيستبورن بمقاطعة شرق ساسكس في 4 مارس 1952 من جراء فشل مفاجئ في القلب.

## وصلات خارجية
- تشارلز شرينغتون على موقع الموسوعة البريطانية (الإنجليزية)
- تشارلز شرينغتون على موقع إن إن دي بي (الإنجليزية)